# Kayu Kunyit
Kayu Kunyit is een bestuurslaag in het regentschap Bengkulu Selatan van de provincie Bengkulu, Indonesië. Kayu Kunyit telt 1798 inwoners (volkstelling 2010).